# علم و فناوری در برزیل

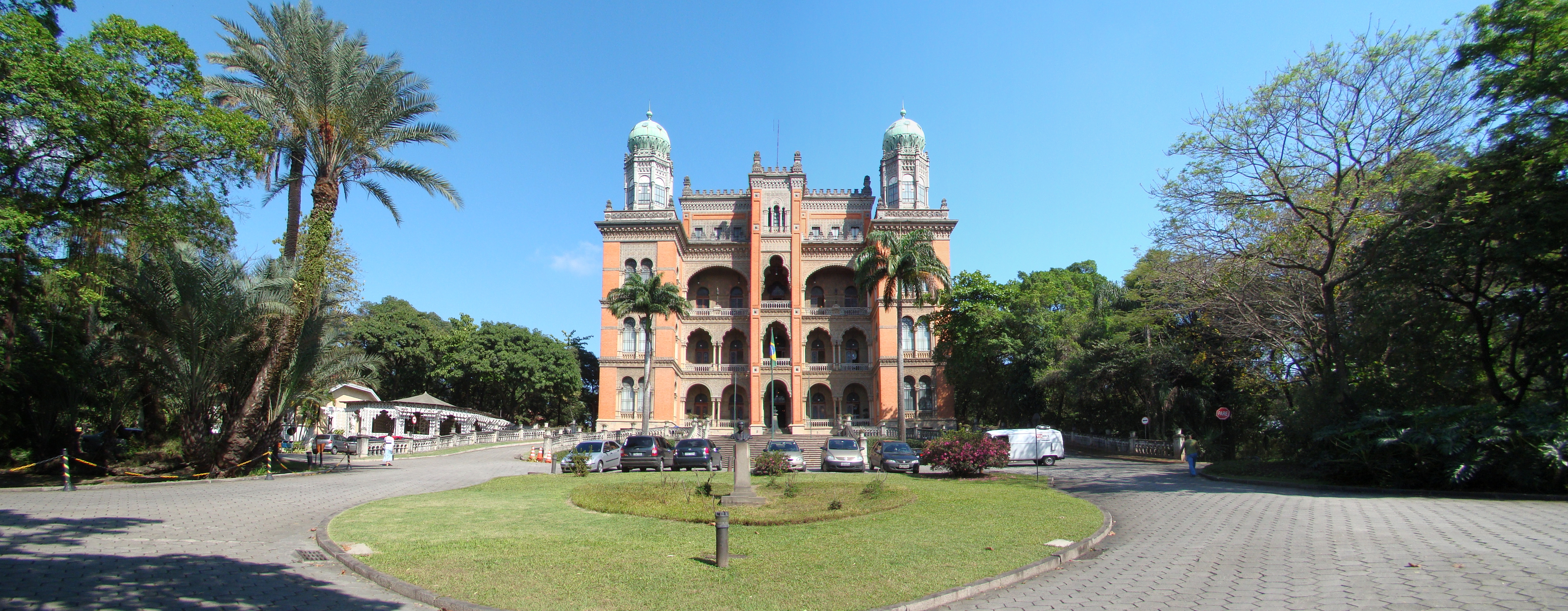
بنیاد فیوکروز در شهر ریو دو ژانیرو

علم و فناوری در برزیل در دهه‌های اخیر وارد عرصه بین‌المللی شده است. برزیل در سال ۲۰۲۳ رتبه چهل و نهم شاخص نوآوری جهانی را به‌دست آورد که بالاتر از رتبه شصت و شش در سال ۲۰۱۹ بود.